# Championnat du Luxembourg de football 1915-1916
Navigation
Saison précédente Saison suivante
La saison 1915-1916 du Championnat du Luxembourg de football était la 6e édition du championnat de première division au Luxembourg. Six clubs sont regroupés au sein d'une poule unique où ils se rencontrent deux fois, à domicile et à l'extérieur. En fin de saison, le dernier du classement est relégué et remplacé par le champion de Promotion d'Honneur, la deuxième division luxembourgeoise.
C'est le club de l'US Hollerich, triple tenant du titre, qui remporte à nouveau le titre en terminant en tête du classement final, avec 2 points d'avance sur le Sporting Club Luxembourg et 6 sur le duo composé du Fola Esch et du Racing Club Luxembourg. C'est le 4e titre de champion du Luxembourg de l'histoire du club.

## Les 6 clubs participants
| - Sporting Club Luxembourg - Racing Club Luxembourg - US Hollerich - Jeunesse d'Esch - Fola Esch - Stade Dudelange |

## Compétition

### Classement
Le barème utilisé pour établir le classement est le suivant :
- Victoire : 2 points
- Match nul : 1 point
- Défaite, forfait ou abandon : 0 point

| Rang | Équipe                   | Pts | J  | G | N | P | Bp | Bc | Diff |  | Résultats (▼ dom., ► ext.) | Hol  | Spo | Fol | Rac | Jeu | Dud |
| ---- | ------------------------ | --- | -- | - | - | - | -- | -- | ---- |  | -------------------------- | ---- | --- | --- | --- | --- | --- |
| 1    | US Hollerich (T)         | 16  | 10 | 7 | 2 | 1 | 35 | 13 | +22  |  | US Hollerich (T)           |      | 3-0 | 3-1 | 2-1 | 2-1 | 0-0 |
| 2    | Sporting Club Luxembourg | 14  | 10 | 6 | 2 | 2 | 23 | 16 | +7   |  | Sporting Club Luxembourg   | 1-4  |     | 5-1 | 2-1 | 6-2 | 1-0 |
| 3    | Fola Esch                | 10  | 10 | 3 | 4 | 3 | 28 | 23 | +5   |  | Fola Esch                  | 4-4  | 2-2 |     | 1-4 | 6-1 | 3-0 |
| 4    | Racing Club Luxembourg   | 10  | 10 | 4 | 2 | 4 | 23 | 19 | +4   |  | Racing Club Luxembourg     | 1-4  | 0-0 | 3-1 |     | 3-2 | 8-3 |
| 5    | Jeunesse d'Esch          | 5   | 10 | 2 | 1 | 7 | 16 | 35 | -19  |  | Jeunesse d'Esch            | 1-11 | 0-2 | 1-1 | 1-3 |     | 3-0 |
| 6    | Stade Dudelange          | 5   | 10 | 2 | 1 | 7 | 16 | 35 | -19  |  | Stade Dudelange            | 3-2  | 3-4 | 3-8 | 3-2 | 1-4 |     |

## Bilan de la saison
| Championnat du Luxembourg de football 1915-1916 |                         |
| Champion                                        | US Hollerich (4e titre) |
| Promotions et relégations                       |                         |
| Promus en Division Nationale                    | Young Boys Diekirch     |
| Relégués en Division d'Honneur                  | Stade Dudelange         |